# Изборник Святослава 1073 года
«Изборник» 1073 года — одна из самых древних сохранившихся (наряду с «Остромировым евангелием», «Изборником» 1076 года и «Новгородским кодексом») древнерусских рукописных книг. Как и Изборник 1076 года, был составлен для великого князя Святослава Ярославича двумя переписчиками, одним из которых был Иоанн-дьяк, имя второго неизвестно. Изборник был найден для русской общественности в 1817 году в Новоиерусалимском монастыре в подмосковном Воскресенске экспедицией К. Ф. Калайдовича и П. М. Строева, хранится в Государственном историческом музее (Синодальное собрание, № 1043).

## Состав

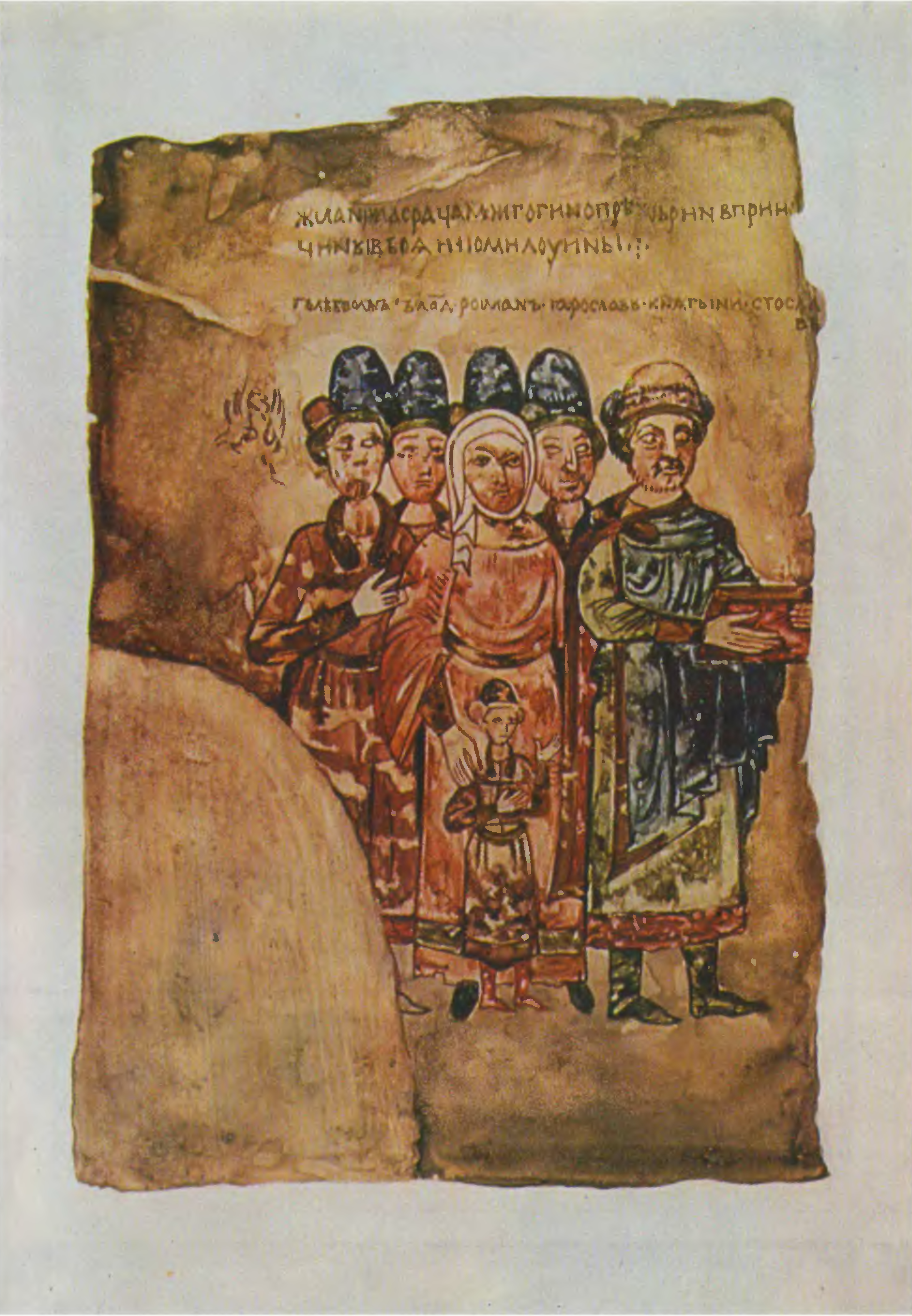
Миниатюра с изображением семьи великого князя Святослава Ярославича

В состав Изборника вошёл перевод греко-византийской антологии, известной в нескольких списках. Он составляет 383 статьи, которые основаны на патристической литературе и Священном Писании. Его основу составляют «Вопросы и ответы» Анастасия Синаита. Также в состав Изборника вошли философские, филологические и естественно-научные статьи, в частности, работы Немесия, Максима Исповедника и Феодора Раифского, трактат Георгия Хировоска «О образех» (о языковых средствах художественной выразительности), индекс «отречённых» книг (то есть произведений, которые Церковь запрещала читать), а также ряд статей астрономического содержания, в частности, «О македоньскых месяцих от церковьнаго предания» Иоанна Дамаскина, «Месяци по римлянамъ», «Месяци по иудеемъ». В тексте упомянут Василий Великий. Темы отрывков посвящены человеку, его бессмертию, проблеме соотношения сущего (суштие), природы (естьства) и лица (собьства). Отличие сущего от природы заключается в том, что лишь последнее есть библейское понятие. Также излагается аристотелево учение о 10 категориях («оглаголаниихъ»).
Рукопись содержит 266 листов и выполнена на пергаменте уставом в 2 столбца. Её создавали 2 писца. Изборник украшен великолепными миниатюрами, заставками, инициалами и рисунками знаков зодиака на полях. Самой ценной из миниатюр считается изображение великого князя Святослава и его семьи.
Исследователи отмечают, что книжное письмо обладает высочайшей культурой, а рукопись оформлена очень изысканно. 85 листов написаны дьяком Иоанном, который, скорее всего, и руководил созданием «Изборника», хотя есть гипотеза, что он, наоборот, был вторым писцом. Большая же часть рукописи (листы 86а—264) выполнены вторым писцом, имя которого неизвестно.

## История

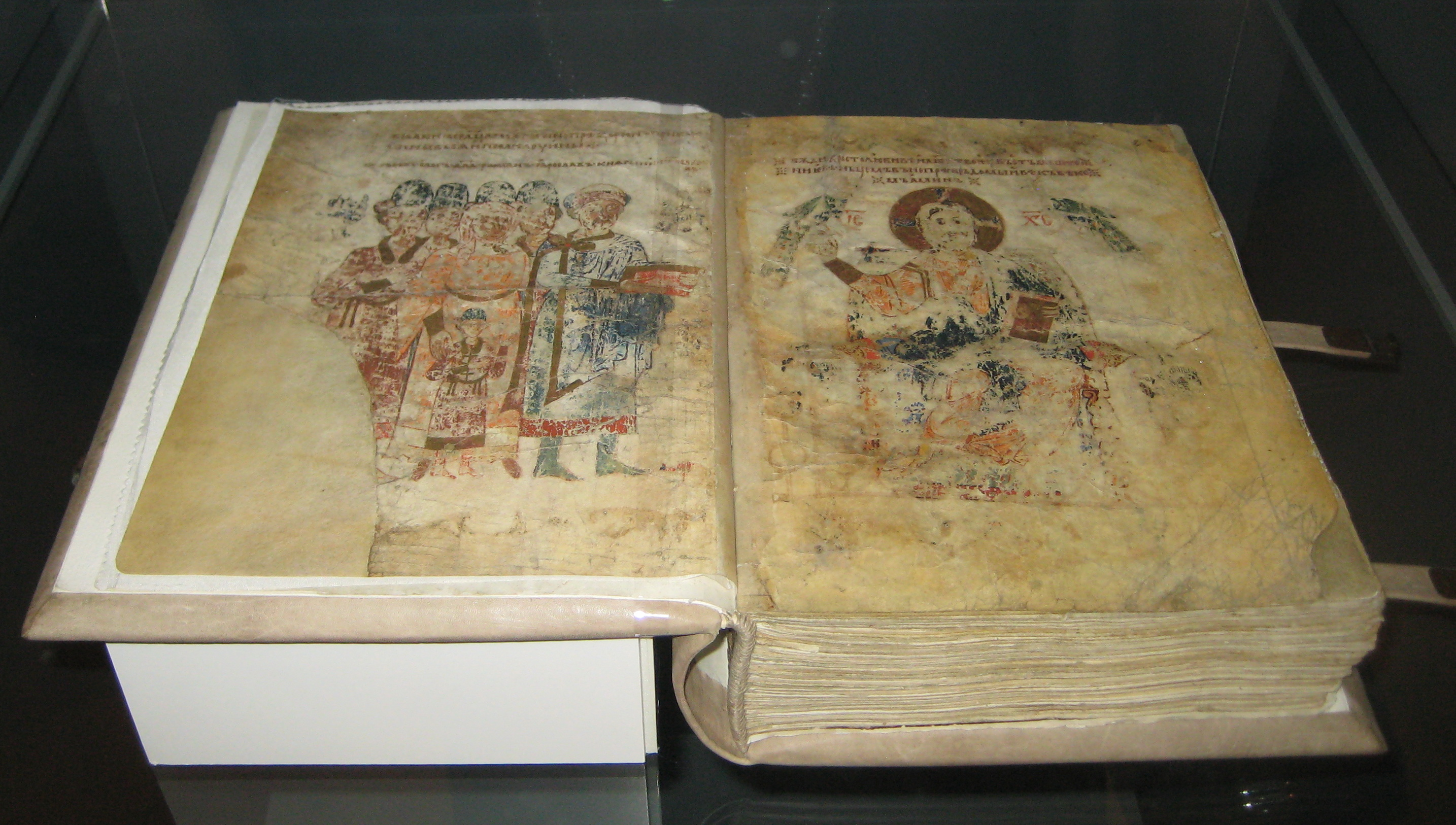
Изборник 1073 года в экспозиции ГИМа

По мнению исследователей, оригинал славянского перевода вошедшего в «Изборник» греко-византийской антологии был выполнен в начале X века для болгарского царя Симеона I. На данный факт указывает похвала Симеону, которая содержится в одном из списков рукописи, датированном XV веком, а также некоторые языковые особенности, характерные для болгарского языка, восходящие к не сохранившемуся протографу. Соответственно, «Изборник» представляет собой список болгарской рукописи, переведённый на древнерусский язык. Один из писцов, дьяк Иоанн указывает, что он был создан в Киеве для великого князя Святослава Ярославича, причём имя того написано по стёртому. Высказывались гипотезы, что изначально там было написано либо имя великого князя Изяслава Ярославича, либо (менее вероятно), Симеона.
Ранняя история оригинала рукописи «Изборника» неизвестна. Она была обнаружена в 1817 году в Новоиерусалимском монастыре экспедицией К. Ф. Калайдовича и П. М. Строева. В 1834 году «Изборник» был передан в ризницу Московской синодальной библиотеки, а после 1917 года оказался в Государственном историческом музее в Москве, где и хранится в настоящее время.
В славянских странах списки «Изборника Святослава» 1073 года были достаточно распространены, что было обусловлено богатством его содержания и важной ролью в распространении христианского учения. В настоящее время известно 27 списков «Изборника», в том числе и его фрагменты. По большей части они являются списками русского извода XV—XVII веков, также есть 3 списка сербского извода XIII—XVI веков.

## Исследования «Изборника Святослава» и его публикации
«Изборник Святослава» 1073 года является ценным источником для изучения древнерусского языка самого раннего периода. Кроме древнерусских графико-орфографических, фонетических и морфологических особенностей, в нём отразились некоторые древнеболгарские языковые черты, сближающими его с рядом болгарских памятников — Зографским и Ассеманиевыми Евангелиями, а также Супрасльской рукописью. При этом лексиографически «Изборник» близок к памятникам Преславской книжной школы, возникшей в Первом Болгарском царстве во время правления царя Симеона I. Из-за этого высказывались гипотезы, что его протограф мог быть написан на глаголице.
Исследование «Изборника Святослава» началось в кружке Н. П. Румянцева. А. В. Горский и К. И. Невструев его сделали научное описание, в том числе и анализ языковых данных.
Первое издание текста «Изборника Святослава» было осуществлено О. М. Бодянским в 1882 году, кроме русского текста были приведены греческие и латинские параллели. В 1880 году было издано фотолитографическое издание рукописи, которое в 1983 году было переиздано, причём к нему был добавлен научный аппарат (под редакцией Л. П. Жуковской). В 1899 году А. А. Розенфельд впервые сделал законченное описание языка рукописи, но дальнейших исследователей оно не устроило.
В 1991—1993 годах было опубликовано болгарское издание «Изборника Святослава», в котором было включено кроме собственно текста исследование сборника и грамматический указатель слов и форм.
Несмотря на длительную историю исследования «Изборника Святослава» многие связанные с ним вопросы до сих пор остаются дискуссионными, в первую очередь, связанные с текстологией списков, числом писцов, какое имя в записи было затёрто.